# 伊瑟克河
43°45′37″N 77°22′13″E / 43.7602°N 77.3704°E
伊瑟克河是哈薩克斯坦的河流，位於該國東南部阿拉木圖州，河道全長96公里，流域面積210平方公里，發源自外伊犁阿拉套，最終注入卡普恰蓋水庫，河畔城鎮有伊塞克。

## 外部連結
- Иссык (город в Казах. ССР) （页面存档备份，存于）, Great Soviet Encyclopedia